# Regnerus Engelhard
Regnerus Engelhard (* 30. Oktober 1717 in Kassel; † 9. Dezember 1777 in Kassel-Oberneustadt) war ein hessischer Beamter, Autor und Topograf.

## Herkunft
Sein Vater war Johannes Engelhard (1680–1725), ein Kammerdiener, Küchenmeister und Haushofmeister des Prinzen Georg von Hessen-Kassel. Seine Mutter war Anna Elisabeth Chuno (1694–1762), die Tochter des Regnerus Chuno, eines Geheimen Kanzleiregistrators zu Kassel und der Anna Katharina, geb. Wolfert. Engelhards Großvater väterlicherseits war Caspar Engelhard (1636–1705), zunächst Bäcker in Melsungen, ab 1664 als Bürger in Kassel gemeldet, dort ebenfalls als Bäcker tätig und außerdem Kirchenältester und „tribunus plebis“ sowie Ratsverwandter (1685) in der Kasseler Oberneustadt.

## Leben
Engelhards Vater hatte den Prinzen Georg von Hessen-Kassel auf dessen Reisen nach Italien und Ungarn begleitet – als er dann 1725 starb, unterstützte der Prinz den damals achtjährigen Sohn. Zunächst wurde Engelhard auf dem Collegium Carolinum in Kassel ausgebildet, ab 1736 studierte er Rechtswissenschaften an der Philipps-Universität in Marburg. Hier war er ein Schüler des Universalgelehrten und Naturrechtlers Christian Wolff. Später wechselte er an die Universitäten nach Jena und Leipzig.
1741 wurde Engelhard hessischer Regimentsauditeur, nahm in dieser Funktion an Feldzügen nach Hannover, Brabant (1742) und in der Rhein- und Maingegend teil. 1744 wurde er bei der Generalkriegskommission in Kassel Sekretär und Auditeur, 1755 wurde er zum Hochfürstlich-Hessischen Kriegsrat befördert. Er starb 1777 in Kassel.

## Autor
Engelhard veröffentlichte zu juristischen wie landeskundlichen Themen. Sein Werk „Versuch eines allgemeinen peinlichen Rechtes aus den Grundsätzen der Weltweisheit, und besonderst des Rechtes der Natur hergeleitet“ basiert auf den Thesen seines Marburger Lehrers Wolff. In dieser Schrift aus dem Jahr 1756 verteidigte Engelhard auch die Beibehaltung der Folter.
Den ersten Teil eines bedeutenden topografisch-landeskundlichen Werkes stellte Engelhard sechs Wochen vor seinem Tod fertig. Es erschien bereits posthum 1778. Ein zweiter Teil wurde 1781 von seinem Sohn, Johann Philipp Engelhard, herausgegeben. In der Einleitung zum ersten Teil formulierte der Verfasser das Ziel seines Werkes:

„Eine Beschreibung der hessischen Lande, welche dem hochfürstlichen Hause Hessencassel gehören, wem könnte solche mit mehrerem Grunde gewidmet werden, als dem durchlauchtigsten Regenten, von welchem diese Länder mit so vieler Huld und landesväterlicher Fürsorge beherrschet zu werdem, das vorzügliche Glück geniessen. Diese Betrachtung allein setzet mich schon in die unterthänigste Verbindlichkeit Ew. Hochfürstl. Durchlaucht, meinem gnädigsten Herrn, diesen Versuch davon hierdurch in der tiefesten Ehrfurcht demüthigst zu Füßen zu legen. Und ich darf solches auch mit so viel größerem unterthänigsten Zutrauen wagen: da Höchstdieselben in Gnaden geruhet haben, mein Vorhaben gnädigst gut zu heißen, und die Bekanntmachung meiner geringen Arbeit huldreichst zu gestatten. Die Pflicht einer unterthänigsten Dankbarkeit verbindet mich aber noch insbesondere dazu: Da Ew. Hochfürstl. Durchlaucht mir solche Geschäffte gnädigst aufzutragen geruhet haben, wodurch ich Gelegenheit gehabt, eine nähere Kenntniß dieser Lande, ihrer Lage und inneren Verfassung nach, zu erlangen; Eine Kenntniß, die wohl in allen Arten der Geschäffte auf eine oder andere Weise, einen nützlichen Einfluß hat. Meinen werthen Landesleuten und anderen, welche zu dergleichen Geschäfften gnädigst bestellet werden, einen nähern und leicheren Weg dazu zu bahnen, und dadurch etwas zum gemeinsamen Besten beyzutragen, ist daher vornehmlich meine Absicht ...“

Der Geograph und Verleger Anton Friedrich Büsching würdigte in seinen Wöchentlichen Nachrichten von neuen Landcharten, geographischen, statistischen und historischen Büchern und Sachen im April 1780 die Ausarbeitung des bereits verstorbenen Engelhards als den Umständen entsprechend vollständig. Die Darstellung der in Hessen-Kassel vorhandenen Städte, Ortschaften, Dörfer und Güter mit ihrer Lage und der Entfernung zueinander, sowie den Eigentums- und Gerichtsverhältnissen, teilweise auch historischen Betrachtungen und der Aufzählung von Ämtern ... sey ein guter Beytrag zu einer richtigern und genauern Beschreibung des deutschen Reichs. In dem Werk werden auch die französischen Kolonisten in Ober- und Niederhessen behandelt. Das Engelhard'sche Buch kann als typische topographisch-statistische Beschreibung der Zeit als eine Vorstufe zur geographischen Landeskunde betrachtet werden.

## Familie
Am 23. April 1752 heiratete Engelhard in Kassel-Oberneustadt Karoline Friedrike Pritzier (1724–1797), die Tochter von Johann Nikolaus Pritzier, eines hessischen Kammerrats, Obersalzinspektors und Oberbaumeisters zu Kassel und der Anna Catharina, geb. Fichter aus Kassel. Sie hatten acht Kinder, der älteste Sohn war der vorerwähnte Johann Philipp Engelhard.

## Werk
- Specimen juris feudorum naturalis methodo scientifica conscriptum, Christian Langenheim, Leipzig 1742
- Specimen juris militum naturalis methodo scientifica conscriptum, Weidmann, Frankfurt und Leipzig 1754
- Versuch eines allgemeinen peinlichen Rechtes aus den Grundsätzen der Weltweisheit, und besonderst des Rechtes der Natur hergeleitet, Weidmann, Leipzig 1756
- Specimen iuris militaris naturalis, 1759
- Erdbeschreibung der hessischen Lande Kasselischen Antheils mit Anmerkungen aus der Geschichte und aus Urkunden erläutert, 2 Teile, Verlag des Waisenhauses, Kassel 1778 Erster Theil und 1778 Zweyter Theil